# Discworld II – Vermutlich vermisst…!?
Discworld II – Vermutlich vermisst…!? (Originaltitel: Discworld II: Missing Presumed...!?; US-Titel: Discworld II: Mortality Bytes!) ist nach Discworld das zweite grafische Point-and-Click-Adventure, das auf Terry Pratchetts Scheibenwelt basiert. Das Spiel wurde 1996 von Perfect Entertainment für MS-DOS entwickelt und 1997 auf die Konsolen PlayStation und Sega Saturn portiert.
Der Spieler kontrolliert in Discworld II den Zauberer Rincewind, dem die Aufgabe auferlegt wird, Gevatter Tod aus seinem spontanen Ruhestand zur Fortsetzung seiner Pflichten zu bringen. Die Handlung basiert auf verschiedenen Scheibenwelt-Romanen, vor allem Alles Sense, Voll im Bilde und Lords und Ladies.

## Handlung
Der Bibliothekar der Unsichtbaren Universität von Ankh-Morpork stirbt aus unerfindlichen Gründen nicht durch eine an einem Pferdekarren herbeigeführte Bombenexplosion. Auch anderswo in der Stadt geschieht es, dass Todgeweihte nicht sterben wollen und als Untote die Stadt unsicher machen, da ihre Seelen nicht mehr abgeholt werden. Gevatter Tod soll beschworen und davon überzeugt werden, zu seiner Arbeit zurückzukehren. Für das entsprechende Ritual muss Rincewind verschiedene Zutaten besorgen. Der herbeigerufene Tod scheint jedoch so vergnügt, dass er gar nicht daran denkt zurückzukehren. Rincewind soll herausfinden, wohin Tod verschwunden ist, und ihn zurückbringen.
Dieser gönnt sich derweil Ferien im Land von XXXX. Rincewind reist dorthin und spricht mit Tod, der zustimmt, zurückzukommen – jedoch unter der Bedingung, dass er berühmter wäre. Für einen Film, der für Gevatter Tod in Holywood produziert werden soll, muss Rincewind verschiedene Dinge besorgen. Der Erfolg des Films steigt Gevatter Tod zu Kopf und er wird wie ein Idol verehrt. Er lehnt es ab, in seinen alten Beruf zurückzukehren, sodass Rincewind den Job übernehmen muss.
Rincewind trifft im Haus von Gevatter Tod auf dessen Butler Albert, den er zuerst davon überzeugen muss, dass er seine Rolle vernünftig spielen kann. Nachdem dies gelungen ist, gibt Albert Rincewind seinen ersten Auftrag – und der ist ausgerechnet, die Seele von Gevatter Tod zu holen. Denn dieser hat es sich mittlerweile mit dem Patrizier verscherzt, und dieser lässt auf einem Popfestival einen Anschlag durch einen Assassinen auf Tod verüben. Rincewind muss schnell handeln, um den langsam dahinscheidenden Tod zu retten, da er sonst permanent dessen Rolle übernehmen müsste. Er erfährt von einem Jungbrunnen, dessen Wasser er Tod zu trinken gibt. Anschließend rächt sich Tod an dem Assassinen.
Zu Ende des Spiels ist Gevatter Tod wieder zurückgekehrt und Rincewind der Held der Stunde. Er zeigt einen Film der Geschichte, doch der Film reißt. Um ihn zu reparieren, schneidet Rincewind Szenen der Elfenkönigin in den Film, welche aus der Leinwand heraus erscheint und in einer Parodie von King Kong den Bibliothekar (einen Affen) schnappt und mit diesem auf den Turm der Unsichtbaren Universität klettert. Rincewind bombardiert die Königin schließlich mit Wasser, das sie hässlich macht, und die Stadt ist gerettet.

## Spielprinzip und Technik
Discworld II ist ein Point-and-Click-Adventure. Aus Sprites zusammengesetzte Figuren agieren vor handgezeichneten, teilanimierten Kulissen. Mit der Maus kann der Spieler seine Spielfigur durch die Örtlichkeiten bewegen und mit den Maustasten Aktionen einleiten, die den Spielcharakter mit seiner Umwelt interagieren lassen. Rincewind kann so Gegenstände finden und sie auf die Umgebung oder andere Gegenstände anwenden sowie mit NPCs kommunizieren. Mit fortschreitendem Handlungsverlauf werden weitere Orte freigeschaltet.

## Produktionsnotizen
Inhaltlich lehnt sich Discworld II an den Pratchett-Roman Alles Sense aus dem Jahr 1991 an. Protagonist Rincewind wird in der englischsprachigen Originalfassung des Spiels von Eric Idle gesprochen; der Sprecher in der deutschen Version ist Arne Elsholtz. Die Übersetzung vom Englischen ins Deutsche wurde von Andreas Brandhorst durchgeführt, dem Übersetzer der Discworld-Bücher.
Zu dem Spiel ist ein Nachfolger namens Discworld Noir erschienen.

## Rezeption
Die PC Player notierte in puncto Grafik Fortschritte gegenüber dem Vorgängerspiel, so biete Discworld II einen „waschechten Cartoon-Look mit ausgefeilten Animationen“. Rezensent Jörg Langer lobte außerdem das Bedienkonzept und den Humor des Spiels. Er kritisierte ausufernde Dialoge und das Design einiger Rätsel. Die PowerPlay notierte „schräge Typen“ und „vom Wahnsinn […] regierte“ Puzzles und Story. Das Magazin lobte Humor und Lokalisation des Spiels, kritisierte aber altbackene Technik sowie überlange Dialoge. Das Fachmagazin Adventure Gamers ordnete Discworld II – Vermutlich Vermisst 2011 in seiner Liste Top 100 All-Time Adventure Games auf Platz 73 ein.